# Georges Vézina
Georges Joseph Gonzague Vézina ([ʒɔʁʒ vezina]; * 21. Januar 1887 in Chicoutimi, Québec; † 27. März 1926 ebenda) war ein kanadischer Eishockeytorwart. Er spielte von 1910 bis 1925 für die Montréal Canadiens in der National Hockey Association (NHA) sowie der National Hockey League (NHL). Mit den Canadiens gewann Vézina 1916 und 1925 den Stanley Cup. Vézina absolvierte 367 aufeinanderfolgende Spiele für Montréal und war 15 Jahre der einzige Torwart, der für die Canadiens zum Einsatz kam. Am 28. November 1925 kollabierte er während eines NHL-Spiels gegen die Pittsburgh Pirates. Am Tag darauf wurde bei ihm Tuberkulose diagnostiziert, an der er knapp vier Monate darauf verstarb. Seit 1927 vergibt die National Hockey League in Andenken an Vézina die Vezina Trophy, mit der jährlich der beste Torwart der NHL ausgezeichnet wird. Georges Vézina gehörte zu den ersten zwölf Eishockey-Persönlichkeiten, die 1945 in die neu gegründete Hockey Hall of Fame aufgenommen wurden.

## Karriere

### Herkunft, Jugend und Anfänge in Québec (1887–1910)
Georges Vézina wurde am 21. Januar 1887 als jüngstes von acht Kindern in Chicoutimi in der kanadischen Provinz Québec geboren. Sein Vater Jacques Vézina war Bäcker und emigrierte vor Georges’ Geburt aus der französischen Stadt La Rochelle nach Kanada. Im Alter von 14 Jahren verließ Georges die Privatschule Petit Séminaire de Chicoutimi, um bei seinem Vater in der Bäckerei in Chicoutimi zu arbeiten. Vézina spielte bereits in seiner Kindheit Streethockey, begann aber erst im Alter von 16 Jahren mit dem Eishockeysport, als er seine ersten Schlittschuhe erhielt und sich der örtlichen Herrenmannschaft anschloss. Das Team, die Chicoutimi Saguenéens, gehörte keiner professionellen Liga an und bestritt lediglich Freundschaftsspiele gegen andere Teams aus Québec.

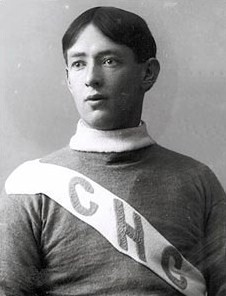
Vézina im Trikot der Chicoutimi Saguenéens (Foto vor 1911).

Am 17. Februar 1910 gewannen die Saguenéens überraschend ein Testspiel gegen die Montréal Canadiens (Spitzname: Habs) aus der National Hockey Association (NHA). Vézinas Leistung in dieser Partie veranlasste den Torwart der Habs, Joseph Cattarinich, sein Team von der Verpflichtung Georges Vézinas zu überzeugen; zumal Cattarinich selbst mit einem Karriereende als Spieler liebäugelte, um einer anderen Position bei den Canadiens nachzugehen. Vézina lehnte die Offerte Montréals zunächst ab, woraufhin die Habs auch seinem Bruder Pierre Vézina, der auf der Position des Stürmers für die Chicoutimi Saguenéens aktiv war, einen Probevertrag anboten. Beide Brüder ließen sich schließlich vom Angebot der Canadiens überzeugen. Am 22. Dezember trafen sie im Trainingslager der Canadiens zur Vorbereitung auf die NHA-Saison 1910/11 ein. Während sich Pierre nicht für eine Position im Kader der Habs empfehlen konnte, wurde Georges als Stammtorhüter Montréals für 800 kanadische Dollar pro Saison unter Vertrag genommen.

### National Hockey Association (1910–1917)
Vézina debütierte am 31. Dezember 1910 gegen die Ottawa Senators für die Montréal Canadiens in der NHA. Er bestritt alle 16 Partien der Spielzeit 1910/11 und konnte eine ausgeglichene Statistik von acht Siegen und ebenso vielen Niederlagen vorweisen. In der Folgesaison ließ er ligaweit wie im Vorjahr die wenigsten Gegentore zu. In der Saison 1912/13 gelang ihm am 18. Januar 1913 bei einem 6:0-Sieg der Habs gegen Ottawa sein erster von insgesamt 20 Shutouts. Die Montréal Canadiens belegten am Ende der NHA-Saison 1913/14 nach 13 Siegen aus 20 Spielen gemeinsam mit den Toronto Blueshirts den ersten Platz der NHA. Da gemäß den Regularien sich nur das beste Team der NHA für das Finale um den Stanley Cup qualifizierte, bestritten Montréal und Toronto zwei Ausscheidungsspiele. Die Blueshirts verloren das Hinspiel mit 0:2, qualifizierten sich aber durch ein 6:0-Heimsieg für das Stanley-Cup-Finale gegen die Victoria Aristocrats aus der Pacific Coast Hockey Association (PCHA).
Nachdem die Canadiens in der Folgesaison 14 von 20 Spielen verloren hatten und den letzten Platz der National Hockey Association belegten, qualifizierten sie sich 1915/16 als erstplatziertes Team für das Finale um den Stanley Cup. Dort trafen sie auf die Portland Rosebuds aus der PCHA. Die Montréal Canadiens gewannen die im Best-of-Five-Modus ausgetragene Finalrunde nach fünf Partien mit 3:2-Spielen und folglich ihren ersten Stanley Cup.
In der letzten NHA-Saison vor ihrer Auflösung erlaubte Vézina zum vierten Mal in sieben Jahren ligaweit die wenigsten Gegentore. Die Habs qualifizierten sich erneut für das Stanley-Cup-Finale, unterlagen dort aber den Seattle Metropolitans mit 1:3-Spielen.

### National Hockey League (1917–1925)

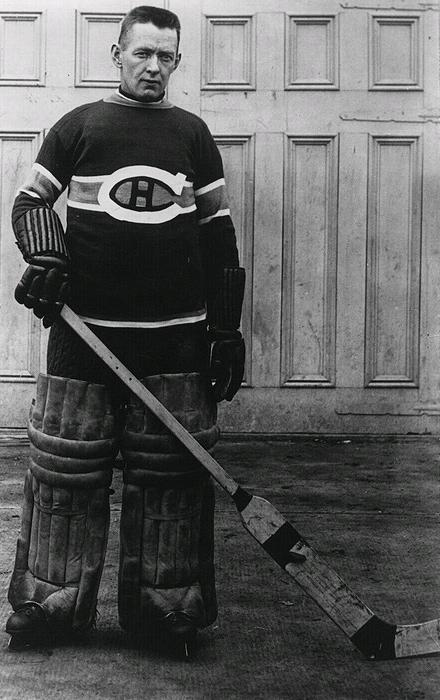
Georges Vézina im Dress der Montréal Canadiens (Foto zwischen 1922 und 1924).

Der Erfolg der Canadiens aus den letzten Jahren hielt auch in der im November 1917 neu gegründeten National Hockey League (NHL) an. Die Habs erreichten in der Eröffnungssaison 1917/18 das NHL-Finale, wo sie den Toronto Arenas unterlagen. Vézina gelang dabei während der regulären Saison als erstem Torwart der neuen NHL ein Shutout. In der folgenden Spielzeit gelang ihm als erster Torhüter in der NHL-Historie eine Torvorlage. Am Saisonende setzten sich die Montréal Canadiens im NHL-Finale gegen Ottawa durch und trafen im Stanley-Cup-Finale auf Seattle. Im fünften Spiel der Best-of-Seven-Serie traten bei Montréals Joe Hall die Symptome der spanischen Grippe auf und er wurde noch während der Partie in ein Krankenhaus eingeliefert, wo er wenige Tage später der Krankheit erlag. Nachdem vor der sechsten Partie weitere Spieler beider Mannschaften ebenfalls erkrankten, wurden die restlichen Spiele annulliert und der Pokal erstmals seit 1893 nicht vergeben. Beide Teams hatten zu diesem Zeitpunkt je zwei Spiele der Finalrunde gewonnen.
Nach vier Spielzeiten ohne nennenswerte Erfolge erreichten die Habs in der Saison 1923/24 wieder das Finale um den Stanley Cup und bezwangen dort die Calgary Tigers aus der Western Canada Hockey League. In der folgenden Saison markierte Vézina mit im Schnitt 1,81 Gegentoren pro Spiel erneut einen Ligabestwert. Die Habs verpassten als drittbestes Team der Vorrunde die sportliche Play-off-Qualifikation. Da die Hamilton Tigers, das beste Team der regulären Saison, auf Grund eines Spielerstreiks nicht an der Finalrunde teilnehmen konnte, rückte Montréal auf den frei gewordenen Play-off-Platz nach. Die Canadiens gewannen das NHL-Finale gegen die Toronto St. Patricks, unterlagen im Stanley-Cup-Finale jedoch den Victoria Cougars aus der PCHA.

### Letztes Spiel und Tod
Vézina war bereits zu Beginn des Trainingslagers vor der NHL-Saison 1925/26 sichtbar krank. Der Torhüter nahm innerhalb von sechs Wochen vor seinem letzten Spiel am 28. November 1925 16 Kilo ab, zusätzlich hatte er am Spieltag 39 °C Fieber. Trotzdem lief er gegen die Pittsburgh Pirates auf und blieb im ersten Spielabschnitt ohne Gegentor. In der Drittelpause spuckte er Blut und brach zusammen, stand aber zu Beginn des zweiten Drittels wieder auf dem Eis. Nachdem er kurz darauf ein weiteres Mal das Bewusstsein verloren hatte, wurde er vom Eis genommen und durch Alphonse Lacroix ersetzt.
Am darauf folgenden Tag wurde bei ihm Tuberkulose diagnostiziert. Auf Empfehlung der Ärzte verabschiedete sich Georges Vézina am 3. Dezember 1925 von seinen Mannschaftskollegen und kehrte in seine Heimatstadt Chicoutimi zurück, wo er am 27. März 1926 im Alter von 39 Jahren der Krankheit erlag.

## Erfolge und Auszeichnungen
| - 1911 Wenigste Gegentore der NHA - 1912 Wenigste Gegentore der NHA - 1914 Wenigste Gegentore der NHA - 1916 Stanley-Cup-Gewinn mit den Montréal Canadiens - 1917 Wenigste Gegentore der NHA | - 1918 Bester Gegentorschnitt der NHL - 1924 Bester Gegentorschnitt der NHL - 1924 Stanley-Cup-Gewinn mit den Montréal Canadiens - 1925 Bester Gegentorschnitt der NHL - 1945 Aufnahme in die Hockey Hall of Fame (posthum) |

## Karrierestatistik
(Legende zur Torhüterstatistik: GP oder Sp = Spiele insgesamt; W oder S = Siege; L oder N = Niederlagen; T oder U oder OT = Unentschieden oder Overtime- bzw. Shootout-Niederlage; Min. = Minuten; SOG oder SaT = Schüsse aufs Tor; GA oder GT = Gegentore; SO = Shutouts; GAA oder GTS = Gegentorschnitt; Sv% oder SVS% = Fangquote; EN = Empty Net Goal; 1 Play-downs/Relegation; Kursiv: Statistik nicht vollständig)

## Vermächtnis

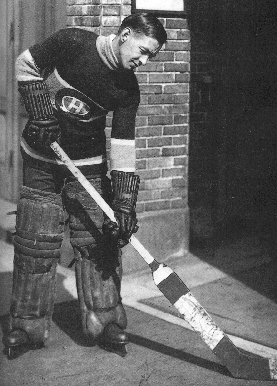
Georges Vézina in typischer Spielkleidung der Canadiens (undatiert).

Georges Vézina galt in der NHA und in den frühen Jahren der NHL als einer der besten Torhüter seiner Zeit. Er gewann mit den Montréal Canadiens zwei Mal den Stanley Cup und erreichte mit seiner Mannschaft drei weitere Finalspiele. Insgesamt sieben Mal hatte er ligaübergreifend den besten Gegentorschnitt und weitere fünf Mal den zweitbesten Wert in dieser Kategorie. In fünfzehn Jahren absolvierte er jede Partie der Canadiens und war von seinem ersten Spiel 1910 bis zu seinem erzwungenen Rücktritt 1925 der einzige Torwart, der überhaupt für die Habs auflief. In ihrem Nachruf bezeichnete die Wochenzeitung Montreal Standard Vézina als den „besten Torwart der letzten zwei Jahrzehnte“.
In den Tagen nach seinem Tod druckten Zeitungen in ganz Québec mehrseitige Trauerbekundungen ab. Es wurden mehr als hundert Trauergottesdienste veranstaltet und mehr als 1.500 Menschen wohnten der Beisetzung Vézinas in der Chicoutimi Cathedral bei.
Nach Vézinas Tod stifteten die Besitzer der Canadiens Leo Dandurand, Leo Letourneau und Joseph Cattarinich der National Hockey League die Vezina Trophy. Diese Trophäe wurde zunächst an den Torhüter vergeben, der in der regulären Saison den besten Gegentorschnitt vorweisen konnte. Erster Gewinner der Trophäe war 1927 Vézinas Nachfolger im Tor der Habs, George Hainsworth. Seit 1981 wird die Vezina Trophy an den besten Torwart der NHL vergeben.
Georges Vézina gehörte zu den ersten zwölf Eishockey-Persönlichkeiten, die 1945 in die neu gegründete Hockey Hall of Fame aufgenommen wurden. Bei einer The-Hockey-News-Umfrage 1998 wurde der Kanadier zum 75. besten Spieler aller Zeiten gewählt. In seiner Heimatstadt Chicoutimi ist die Multifunktionsarena Centre Georges-Vézina nach ihm benannt. Sie fungiert unter anderem als Heimspielstätte der Chicoutimi Saguenéens, einer Juniorenmannschaft ohne Verbindung zu Vézinas Mannschaft aus Jugendtagen.

## Familie und Persönlichkeit
Georges Vézina war mit Marie-Adélaïde-Stella Morin verheiratet, die Eheschließung fand am 3. Juni 1908 in Chicoutimi statt. Das Paar hatte zwei Söhne: Jean-Jules wurde 1912 geboren, der zweite Sohn kam am Abend des Stanley-Cup-Gewinns der Montréal Canadiens 1916 zur Welt und wurde in Anlehnung an diesen Erfolg Marcel Stanley getauft. Obwohl Vézina 1925/26 nur ein Spiel absolvierte, zahlten die Canadiens das volle Gehalt von 6.000 US-Dollar an seine Witwe aus.
Vézina galt als Publikumsliebling in Montréal und wurde von seinen Teamkollegen als „spiritueller Anführer“ bezeichnet. Seine Spitznamen „The Chicoutimi Cucumber“ (le Concombre de Chicoutimi) und „The Silent Habitant“ (l’Habitant silencieux) spielen auf seine ruhige und zurückhaltende Persönlichkeit an. Im Umkleideraum der Canadiens saß er oft abseits, rauchte Pfeife und las Zeitung. Abseits des Eishockeysports betrieb er in seiner Heimatstadt Chicoutimi eine Ledergerberei.